# Arena Carioca 1

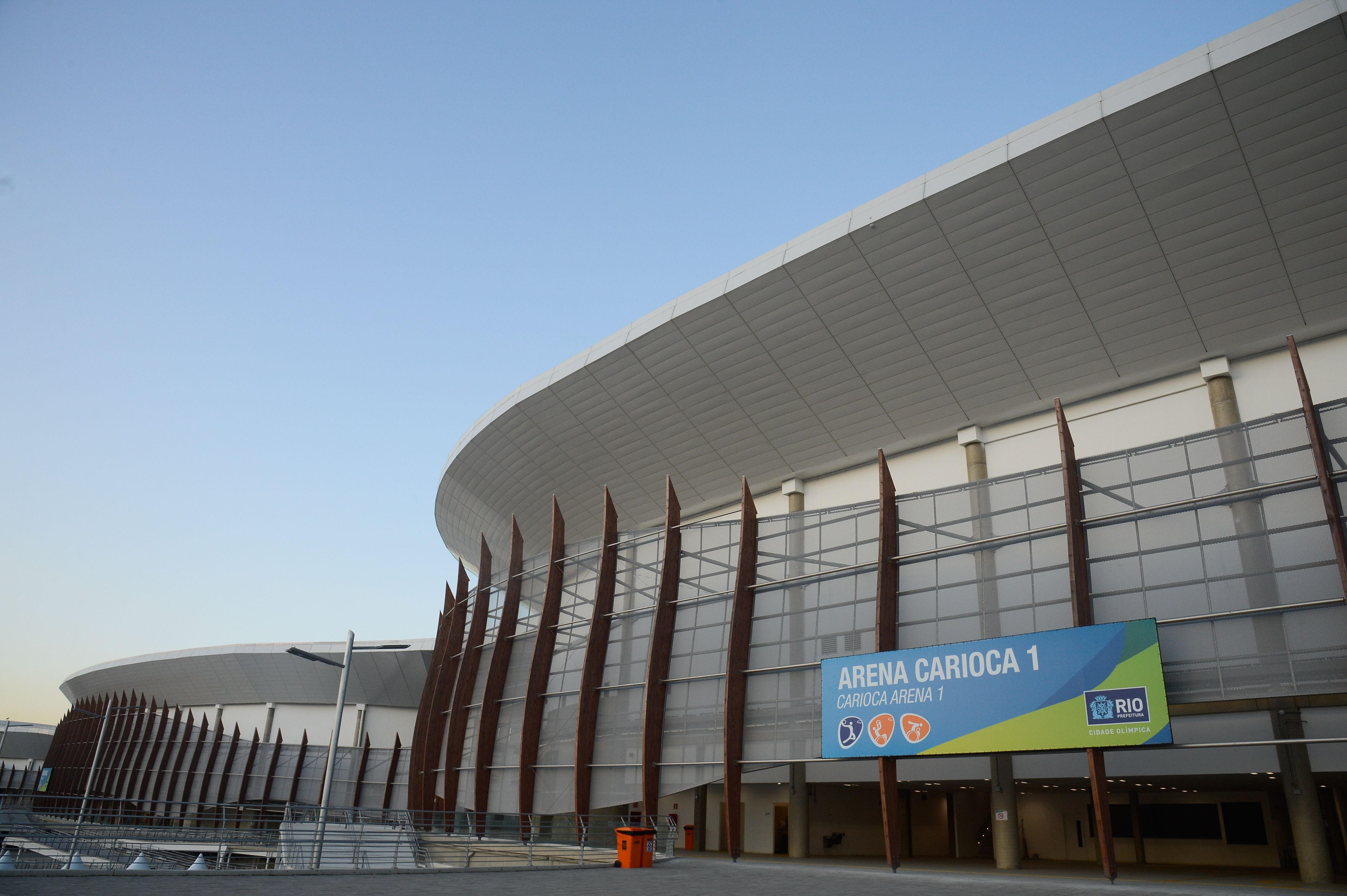
Arena Carioca 1

Arena Carioca 1 je víceúčelová sportovní hala v brazilském městě Rio de Janeiro, v části Barra da Tijuca, jakožto součást olympijského komplexu Olympijského park Barra. K otevření došlo v roce 2016.
Kapacita haly 16 000 míst byla pouze dočasná pro účely olympijských her. Po jejich skončení se snížila na 6 000 míst. Hala byla postavena u příležitosti pořádání Letních olympijských her 2016. Je součástí komplexu tří arén – Arena Carioca 1, Arena Carioca 2 a Arena Carioca 3 – jejichž výstavba stála celkem 1,678 miliardy BRL. Aréna byla jedním ze dvou dějišť určených pro basketbalový turnaj LOH 2016 a také pro Letní paralympijské hry 2016, pro turnaje v basketbalu vozíčkářů a ragby vozíčkářů. V červnu 2016 se zde odehrály i zápasy Světové ligy a World Grand Prix ve volejbalu.
Po skončení her se aréna, spolu s arénou Carioca Arena 2, Olympijským tenisovým centrem a Olympijským velodromem, stala součástí Olympijského tréninkového centra a poskytuje zázemí na nejvyšší úrovni pro sporty jako tenis, zápasení, vzpírání, badminton, šerm, taekwondo a atletiku.

## Galerie

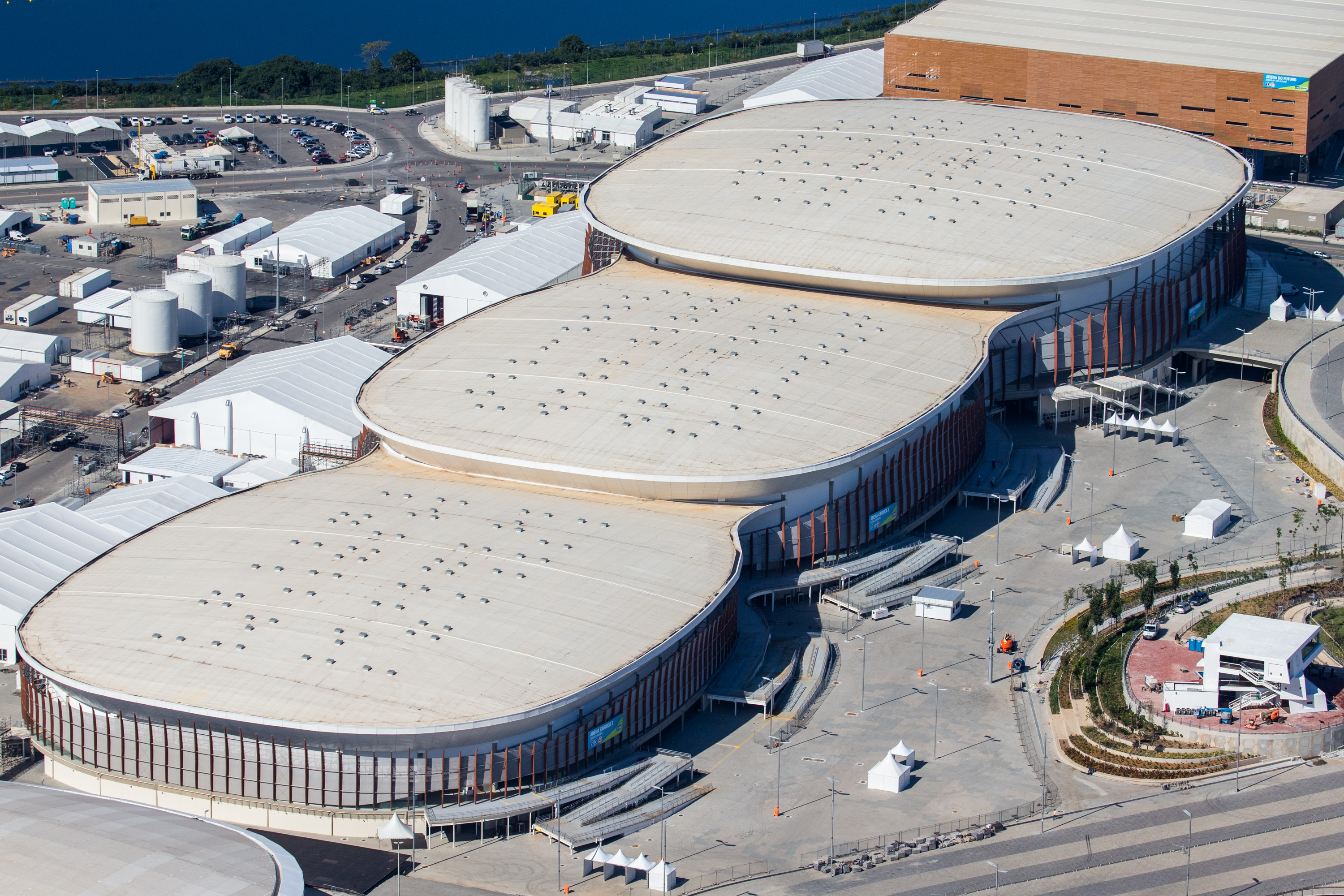
Arena Carioca 1 vzadu za arénami Arena Carioca 3 a 2
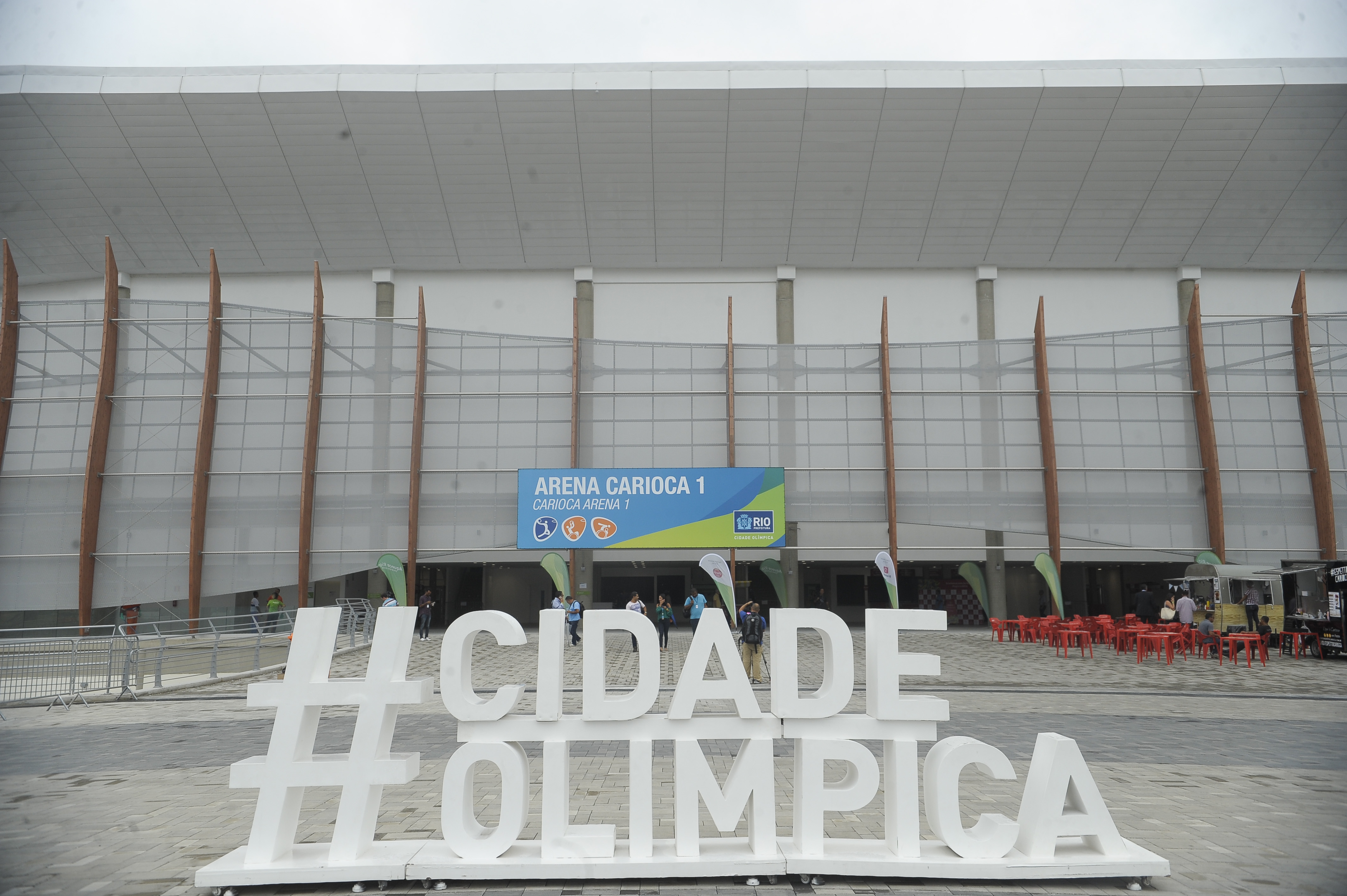
Průčelí arény
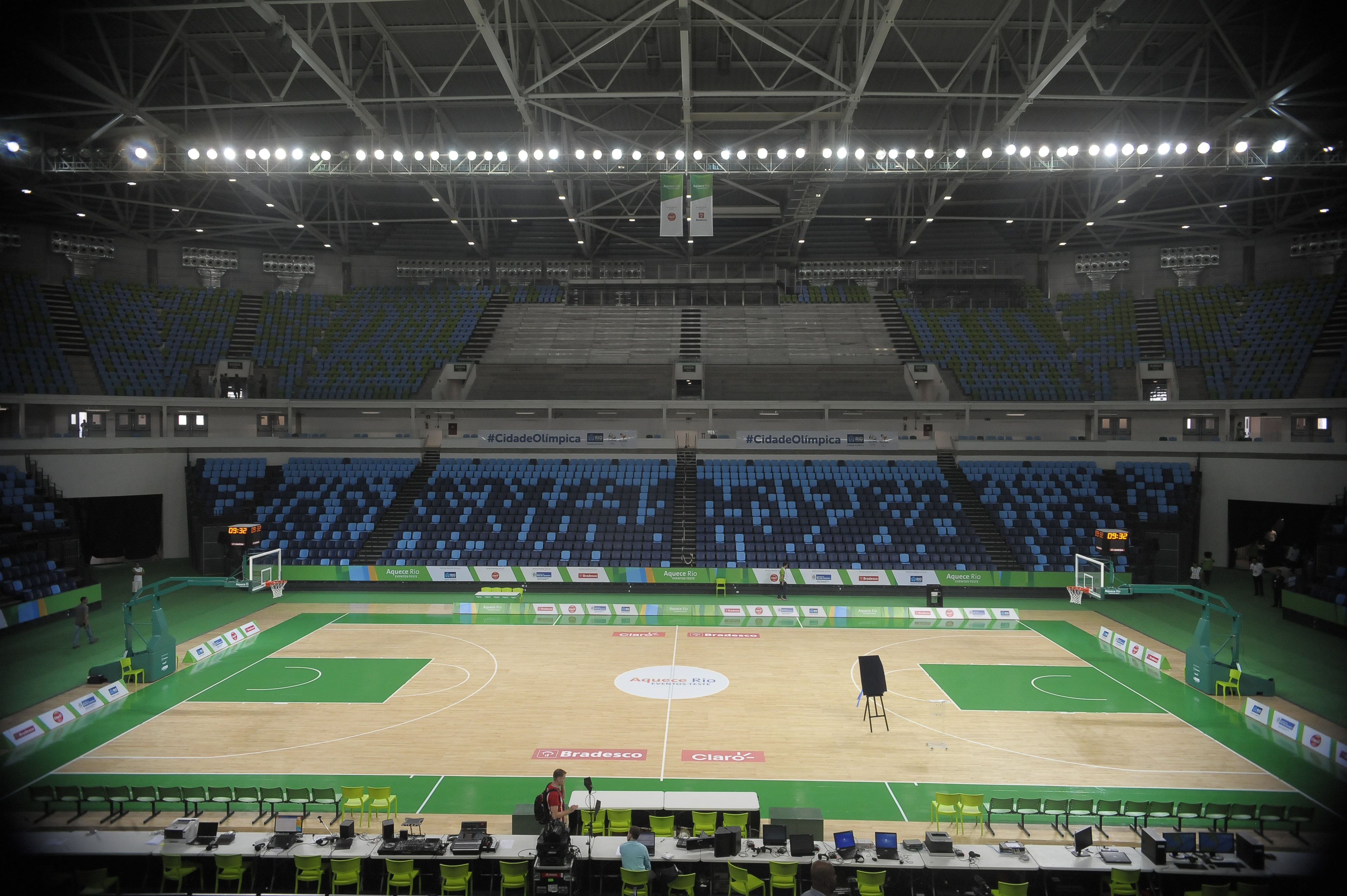
Interiér arény